# Aspidophorodon salicis
Aspidophorodon salicis är en insektsart. Aspidophorodon salicis ingår i släktet Aspidophorodon och familjen långrörsbladlöss. Inga underarter finns listade i Catalogue of Life.